# Історія надпровідності

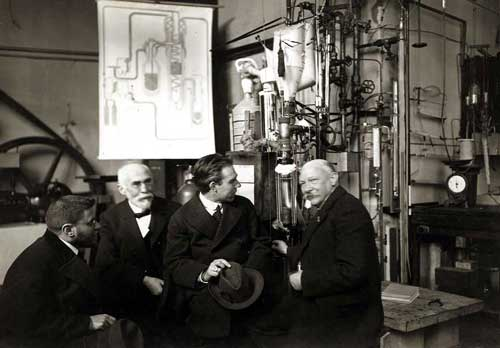
Хайке Камерлінгх Оннес (праворуч), відкривач надпровідності. Пол Еренфест, Хендрік Лоренц, Нільс Бор стоять зліва від нього.

Надпровідність — явище в деяких матеріалах, що мають нульовий електричний опір і викид магнітних полів нижче характерної температури. Відкриття голландським фізиком Гейке Камерлінгхом Оннесом явища надпровідності в ртуті в 1911 році стало початком Історії надпровідності. Відтоді відкрито багато інших надпровідних матеріалів і розроблено теорію надпровідності. Надпровідники до цього часу залишаються активним напрямком вивчення у галузі фізики конденсованих речовин.

## Вивчення явища ультрахолоду

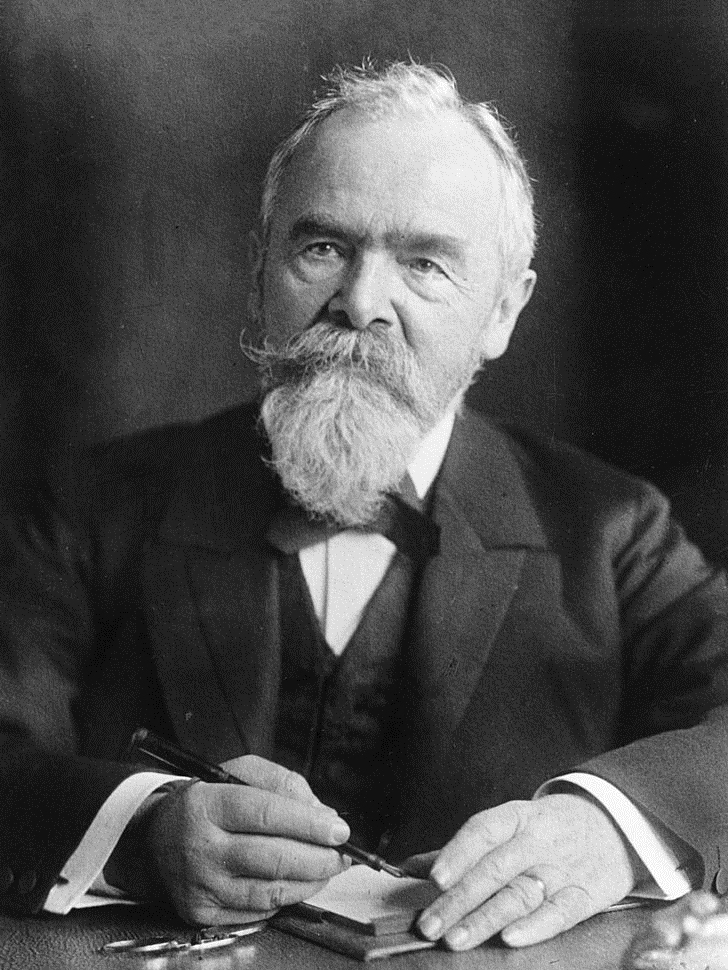
Карл фон Лінде

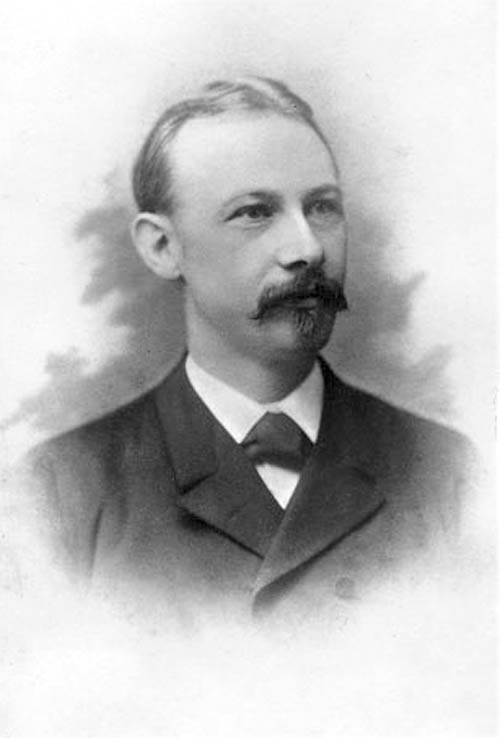
Хайке Камерлінгх Оннес

Дослідження електричного опору при низьких температурах ініціював шотландський фізик Джеймс Дьюар. Він разом із Джоном Амброуз Флемінгом висунули гіпотезу, що при абсолютному нулі чисті метали стануть ідеальними електромагнітними провідниками. Дьюар згодом змінив свою думку, вважаючи, що певний опір буде завжди. Вальтер Германн Нернст у 1905 році розробив третій закон термодинаміки і заявив, що абсолютний нуль недосяжний. Карл фон Лінде та Вільям Хемпсон досліджували явище зрідження газів і, майже одночасно, подали заявку на патенти на ефект Джоуля — Томсона. Патент Лінде став кульмінацією 20-річного систематичного дослідження встановлених фактів із використанням методу регенеративного протитоку. Проєкти Хемпсона мали регенеративний метод. Комбінований процес став відомим як процес зрідження Гампсона — Лінде.
Оннес придбав машину Лінде для своїх досліджень. 21 березня 1900 року Нікола Тесла отримав патент на засоби для збільшення інтенсивністі та тривалості електричних коливань низькотемпературного резонуючого кола. Очевидно, Тесла передбачав, що машина Лінде буде використана для досягнення охолоджуючого ефекту.
10 липня 1908 р. Хайке Камерлінгх Оннес із Лейденського університету в Нідерландах вперше виробив зріджений гелій, який має температуру кипіння 4,2 кельвіна при атмосферному тиску — ефект був досягнений.

## Відкриття надпровідності
Гейке Камерлінгх Оннес і Джейкоб Клей ознайомились з експериментами Дьюара щодо зниження опору при низьких температурах і почали дослідження з платиною та золотом. Пізніше ці матеріали були замінені ртуттю. Дослідження було здійснено з використанням рідкого гелію як холодоагенту. 8 квітня 1911 року о 16:00 Оннес зазначив: «Kwik nagenoeg nul» («[Опір] ртуті майже нульовий»). Опір раптово зник при температурі 4,19 К. Оннес описав своє дослідження в 1911 році в статті «Про раптову швидкість, з якою зникає опір ртуті». У цій роботі Оннес заявив, що «питомий опір» став у тисячі разів меншим у порівнянні з найкращим провідником при звичайній температурі. Пізніше Оннес змінив процес і виявив, що при 4,2 К опір повертається до матеріалу. Термін «надпровідність» Оннес ввів у 1913 р. За свої дослідження він був удостоєний Нобелівської премії з фізики в 1913 році.
У 1912 році Оннес провів експеримент із придатності надпровідності, у якому ввів електричний струм у надпровідне кільце і вийняв акумулятор. При вимірюванні електричного струму Оннес виявив, що його інтенсивність із часом не зменшується. Струм у кільці зберігався через надпровідний стан.
З часом надпровідні властивості були виявлені в ряді інших матеріалів: у 1913 р. — свинець при 7 К; у 1930 р. — ніобій при 10 К; а в 1941 р. — нітрид ніобію при 16 К.

## Загадки та рішення

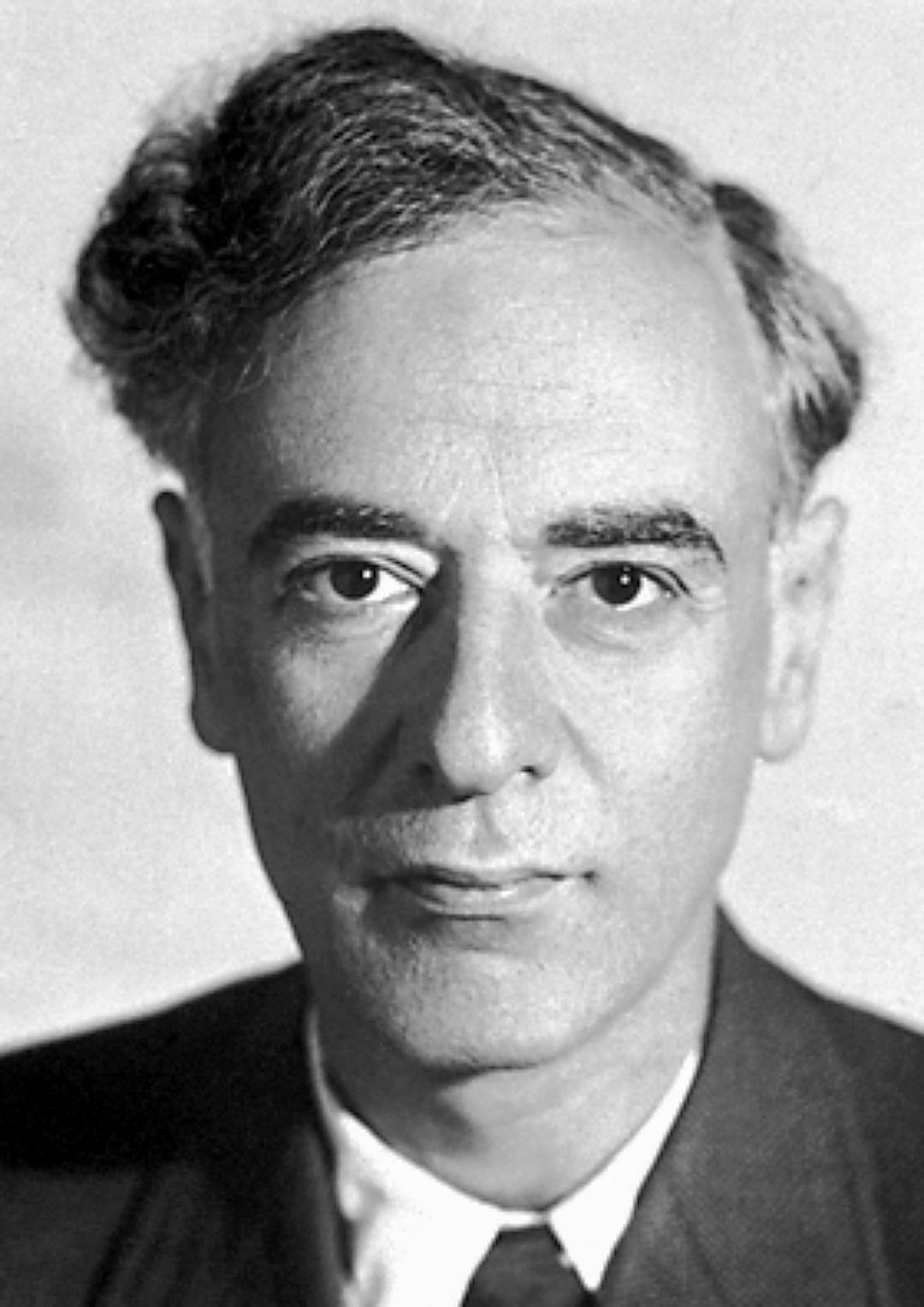
Лев Ландау

У 1933 році Вальтер Мейснер та Роберт Оксенфельд виявили, що надпровідники виганяють прикладені магнітні поля. Це явищ стало відомим як ефект Мейснера. У 1935 році брати Фріц Лондон та Хайнц Лондон показали, що ефект Майснера був наслідком мінімізації вільної електромагнітної енергії, що передається надпровідним струмом. У 1950 р. Лев Ландау та Віталій Гінзбург розробили теорію надпровідності Гінзбурга — Ландау.
Теорія Гінзбурга — Ландау поєднала теорію Ландау про фазові переходи другого порядку та хвильові рівняння Шредінгера і мала великий успіх у поясненні макроскопічних властивостей надпровідників. Вона передбачає поділ надпровідників на дві категорії, які зараз називаються типом I і типом II. За роботу по цій темі Олексій Абрікосов і Віталій Гінзбург були удостоєні Нобелівської премії з фізики в 2003 році. В 1950 році Емануель Максвелл і, майже одночасно, С. А. Рейнольдс та ін. встановив, що критична температура надпровідника залежить від ізотопної маси складового елемента. Це відкриття вказало на електрон-фононну взаємодію як мікроскопічний механізм, відповідальний за надпровідність.

### Теорія БКС
У 1957 р. Джон Бардін, Леон Купер та Роберт Шріффер остаточно запропонували повну мікроскопічну теорію надпровідності. Це було пояснення надпровідного струму надливом куперівських пар — пар електронів, що взаємодіють через обмін фононами. За цю роботу автори були удостоєні Нобелівської премії з фізики в 1972 році. Теорію БКС продовжив вивчати Микола Боголюбов. У 1958 році він показав, що хвильова функція БКС може бути отримана за допомогою канонічного перетворення електронного гамільтоніана. У 1959 р. Лев Горьков показав, що теорія БКС зводиться до теорії Гінзбурга — Ландау, близької до критичної температури. Горьков був першим, хто вивів рівняння еволюції надпровідної фази.
2eV = ℏ∂ϕ∂t

### Ефект Літтла— Паркса
У 1962 р. Вільямом Літтлом та Рональдом Парком в експериментах із порожніми і тонкостінними надпровідними циліндрами, що зазнавали паралельного магнітного поля, був виявлений ефект Літтла — Паркса. Вони показали, що електричний опір порожніх, тонкостінних надпровідних циліндрів має періодичне коливання з магнітним потоком через циліндр, період якого становить h/2e = 2,07 × 10−15 В·с. Надане пояснення, полягає в тому, що коливання опору відображають періодичне коливання надпровідної критичної температури (Tc). Це температура, при якій зразок стає надпровідним. Ефект Літтла — Паркса відображає загальний факт, що саме флюксоїд, а не потік, квантується в надпровідниках. Ефект Літтла — Паркса демонструє, що векторний потенціал поєднується із надпровідною критичною температурою.

## Комерційна діяльність
У 1911 р. Камерлінгх Оннес спробував зробити електромагніт із надпровідними обмотками, але виявив, що відносно низькі магнітні поля руйнують надпровідність у досліджуваних ним матеріалах. Пізніше, в 1955 р., Джорджу Інтемі вдалося сконструювати невеликий електромагніт із залізним сердечником із 0,7 тесла і надпровідними обмотками з ніобієвого дроту. У 1961 році Дж. К. Кунцлер, Е. Бюлер, ФСЛ Хсу і Дж. Х. Вернік показали, що при 4,2 кельвінах з'єднання, що складається з трьох частин ніобію і однієї частини олова, здатне підтримувати щільність струму понад 100 000 ампер на квадратний сантиметр у магнітному полі 8,8 тесла. Таке поєднання ніобію з оловом виявилось надзвичайно корисним у супермагнітах, що генерують магнітні поля до 20 тесла. У 1962 р. Тед Берлінкур та Річард Хейк виявили, що сплави ніобію та титану придатні для застосування до 10 тесла. Такий супермагнітний дріт відразу почали використовувати. Хоча ніобій-титан має менш вражаючі надпровідні властивості, ніж властивості ніобію-олова, він став більш широко використовуваним матеріалом супермагніту. Пояснення полягає в його дуже високій пластичності та простоті виготовлення. Однак і ніобій-олово, і ніобій-титан знаходять широке застосування в медичних візуалізаторах МРТ, згинальних та фокусуючих магнітах для величезних високоенергетичних прискорювачів частинок, та ін. За підрахунками європейського консорціуму з надпровідності Conectus, у 2014 році глобальна економічна діяльність, для якої надпровідність була необхідною, становила близько п'яти мільярдів євро, а системи МРТ становили близько 80 % від загальної кількості.

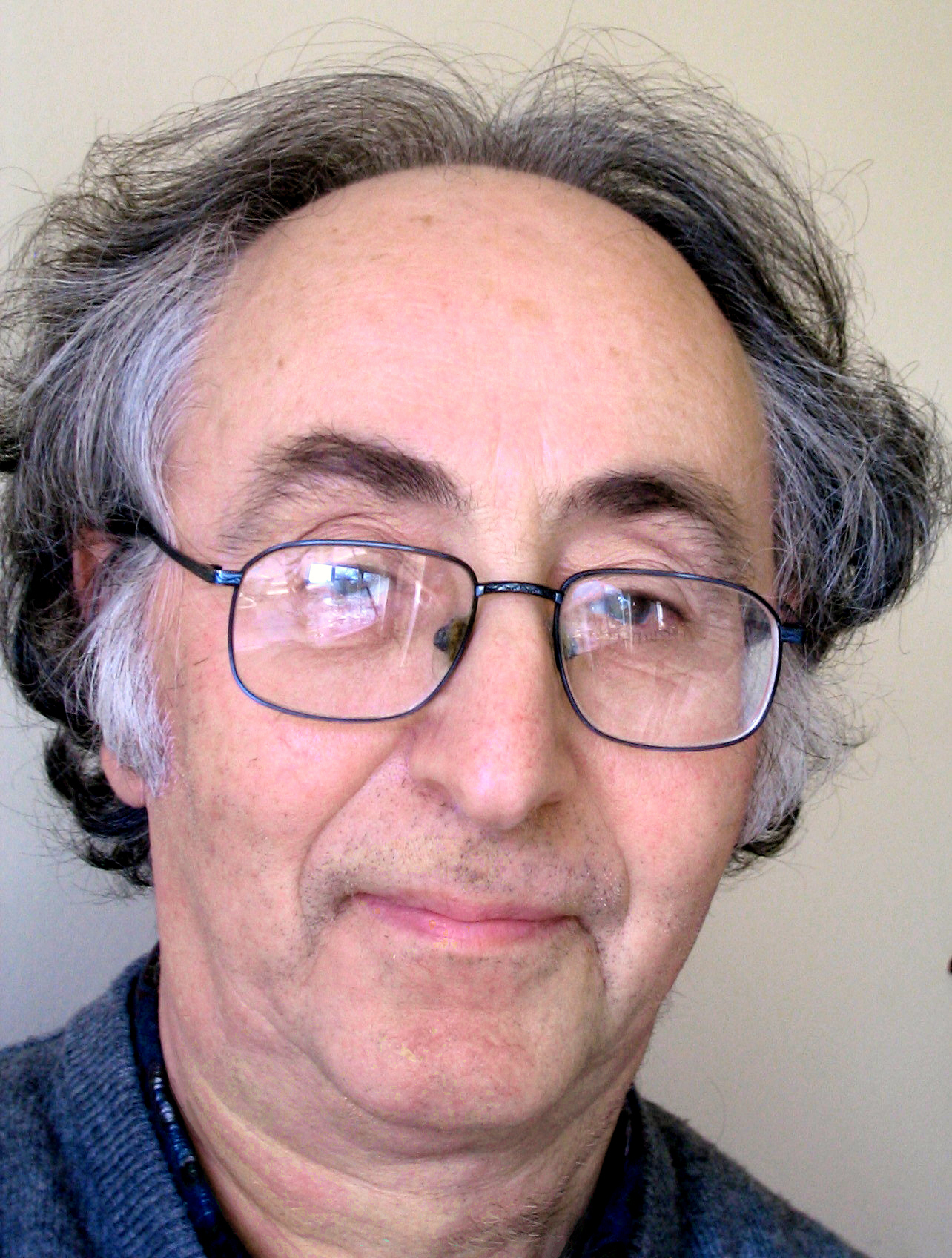
Браян Девід Джозефсон

У 1962 році Браян Джозефсон теоретично передбачив, що надструм може протікати між двома частинами надпровідника, розділеними тонким шаром ізолятора. Це явище називають ефектом Джозефсона. Він використовується у найбільш точних доступних вимірюваннях квантового магнітного потоку h/2e і для сталої Планка h. За цю роботу Джозефсон був удостоєний Нобелівської премії з фізики в 1973 році.
У 1973 р. виявлено Tc 23 K. Він залишався найвищим тиском навколишнього середовища Tc до відкриття купратних високотемпературних надпровідників у 1986 р.

## Високотемпературні надпровідники

Графік надпровідника

У 1986 році Дж. Георг Беднорц та К. Алекс Мюллер виявив надпровідність у матеріалі купратного перовськіту на основі лантану, який мав температуру переходу 35 К (Нобелівська премія з фізики, 1987). Це перший високотемпературний надпровідник. Невдовзі було встановлено, що заміна лантану ітрієм, підвищує критичну температуру до 92 К У такому випадку рідкий азот потім можна використовувати як холодоагент (за атмосферного тиску точка азоту становить 77 К). Це важливо і для практичного використання, оскільки рідкий азот можна дешево виробляти на місці без сировини і не схильний до проблем гелію в трубопроводах. Відтоді було відкрито багато інших купратних надпровідників, і теорія надпровідності в цих матеріалах є однією з головних видатних задач теоретичної фізики конденсованої речовини.
У березні 2001 р. Надпровідність дибориду магнію B2Mg знайдено з Tc = 39 K.
У 2008 році були виявлені надпровідники на основі оксипніктиду або заліза. Це відкриття дає надію на забезпечення теорії купратних надпровідників.
У 2013 році використали короткі імпульси інфрачервоного лазерного світла для деформації кристалічної структури матеріалу. У результаті була досягнута надпровідність кімнатної температури в YBCO протягом пікосекунд.
У 2017 році було висловлено припущення, що надтверді матеріали, наприклад, легований критично бета-титан Au, можуть бути кандидатами на новий надпровідник із Tc, значно вищою, ніж HgBaCuO (138 K).

## Публікації

### Доклади HK Onnes
- «Стійкість чистої ртуті при температурах гелію». Comm. Лейден. 28 квітня 1911 р.
- «Зникнення питомого опору ртуті». Comm. Лейден. 27 травня 1911 року.
- «Про раптову зміну швидкості, з якою опір ртуті зникає». Comm. Лейден. 25 листопада 1911 року.
- «Імітація амперного молекулярного струму або постійного магніту за допомогою надпровідника». Comm. Лейден. 1914 рік.

### Теорія БКС
- Дж. Бардін, Л. Н. Купер і Дж. Р. Шріффер, «Теорія надпровідності», Фіз. Rev. 108, 1175 (1957), DOI:10.1103/PhysRev.108.1175[5]

### Патенти
- Тесла, Нікола, U.S. Patent 685 012 «Засоби для збільшення інтенсивності електричних коливань», 21 березня 1900 р.